# Allmogekor
La allmogekor est une race bovine suédoise. 

## Origine
C'est une race locale du sud de la Suède, qui a été reconnue en 1993. Cette inscription a permis de faire grimper les effectifs de 140 individus en 1994, à 485 en 2004.

## Morphologie
Elle porte une robe pie rouge.
Elle est relativement légère avec un poids de 475 kg pour les vaches et 650 kg pour les taureaux.

## Aptitudes
La redécouverte de cette race relique est due à un engouement pour la nature des Suédois. Elle est élevée extensivement pour des produits de qualité, par de petites exploitations agricoles, soit par des citadins en mal de nature le week-end.